# Vinai
Vinai (styl. VINAI) – włoski zespół muzyczny  powstały w 2011, który tworzą producenci Alessandro Vinai (ur. 1990) i Andrea Vinai (ur. 1994).

## Dyskografia

### Single
- 2013 – „Bad Boys” (gościnnie: Alex Gray)
- 2013 – „Hands Up”
- 2013 – „Pullover” (gościnnie: Dr. Space)
- 2013 – „Discovery”
- 2013 – „Reset” (oraz Prezioso)
- 2013 – „Core” (gościnnie: Richa Moor)
- 2014 – „Raveology” (oraz DVBBS)
- 2014 – „Bounce Generation” (oraz TJR)
- 2014 – „How We Party” (oraz R3hab)
- 2015 – „Louder” (vs Dimitri Vegas & Like Mike)
- 2015 – „Legend”
- 2015 – „The Wave” (gościnnie: Harrison)
- 2015 – „Techno”
- 2015 – „Get Ready Now”
- 2016 – „Sit Down” (gościnnie: Harrison)
- 2016 – „Lit” (oraz Olly James)
- 2016 – „Into The Fire” (gościnnie: Anjulie)
- 2016 – „Zombie”
- 2016 – „Stand By Me” (oraz Streex, gościnnie: Micky Blue)
- 2017 – „Where the Water Ends” (oraz Anjulie)
- 2017 – „Time for the Techno” (oraz Carnage)
- 2017 – „Take My Breath Away” (oraz 22Bullets, gościnnie: Donna Lygassy)
- 2017 – „Parade”
- 2018 – „Everything I Need” (oraz Redfoo)
- 2018 – „Out of This Town” (oraz Hardwell, gościnnie: Cat Meekins)
- 2019 – „Wild” (gościnnie: Fatman Scoop)
- 2019 – „Break the Beat” (oraz Harris & Ford)
- 2019 – „5AM” (oraz Aly Rya)
- 2019 – „How I Like It”
- 2020 – „Rise Up” (gościnnie: Vamero) – 4x platynowa płyta w Polsce[2]
- 2020 – „On N On” (gościnnie: Leony)
- 2020 – „I Was Made” (oraz Le Pedre)[3] – platynowa płyta w Polsce[4]
- 2021 – „Melody” (oraz Ray Dalton)
- 2021 - „Touch”[5]
- 2021 – „Hide Away” (oraz LA Vision)
- 2022 – „Abbronzatissima” (oraz Häwk)
- 2023 – „Believe” (oraz Alexandra Stan)

### Remiksy
- 2013 – Alex Tura – Shake It! (VINAI Remix)
- 2013 – Pizza Brothers, Starclubbers gośc. Elton Jonathan Kroon – It’s Time (Rudeejay & VINAI Remix)
- 2013 – Da Brozz – My Nightmare (VINAI Remix)
- 2013 – Besford feat. MANU LJ – Rocknnrolla (VINAI Remix)
- 2014 – Ne!tan, DJ Kuba – Sasha Grey (VINAI Remix)
- 2014 – Niels Van Gogh, Princess Superstar – Miami (VINAI Remix)
- 2014 – Joel Fletcher, Seany B – Loco (VINAI Remix)
- 2014 – Kid Massive, Databoy – Horizon (VINAI Remix)
- 2014 – Micha Moor – Space (VINAI Remix)
- 2014 – Cherry, Ne!tan, DJ Kuba, Jonny Rose – Escape with Me (VINAI Remix)
- 2014 – R3hab, Eva Simons – Unstoppable (VINAI Remix)
- 2015 – David Guetta, Emeli Sandé – What I Did for Love (VINAI Remix)
- 2016 – Redfoo – Keep Shining (VINAI Remix)
- 2017 – Redfoo – Brand New Day (VINAI Remix)
- 2017 – The Chainsmokers – Paris (VINAI Remix)
- 2019 – Boy In Space & Unheard – Cold (VINAI Remix)